# 古镛镇
古镛镇是中国福建省三明市将乐县下辖的一个镇。

## 行政区划
古镛镇共辖3个社区、13个行政村，分别是：
百花社区、华山社区、龙池社区、解放村、新华村、胜利村、张公村、玉华村、梅花村、积善村、文曲村、新路村、和平村、桃村村、山门村、洋坊村。